# Lejeunea juruana
Lejeunea juruana là một loài Rêu trong họ Lejeuneaceae. Loài này được Gradst. & Reiner, Maria Elena mô tả khoa học đầu tiên năm 2007.